# برلمان أستراليا الغربية
برلمان أستراليا الغربية (بالإنجليزية: Parliament of Western Australia)‏ هي الهيئة التشريعية في أستراليا الغربية، التي تعقد داخل مقرها في أستراليا الغربية، تتكون من المجلس الأعلى Western Australian Legislative Council ‏
الذي يضم 36 مقعداً، والمجلس الأدنى الجمعية التشريعية لغرب أستراليا الذي يضم 59 مقعداً.